# Eper-hegyi-odú
Az Eper-hegyi-odú a Duna–Ipoly Nemzeti Parkban található Vértes hegységben, Vértessomlón lévő egyik barlang.

## Leírás
Vértessomló külterületén helyezkedik el a barlang. Az Eper-hegyi-odú a Vértessomlótól Ny-ra, kb. 2 km-re emelkedő Eper-hegy ÉK-i oldalában, 260 m tszf. magasságban nyílik. Megközelíthető az Eper-hegy, és a tőle ÉK-re található Kő-hegy közötti völgyben vezető földúton, amely mellett egy ÁFOR táblákkal jelölt, földbe fektetett csővezeték húzódik. A 131-es számú táblánál (a K-re lévő aszfaltúttól kb. 350 m-re) le kell térni a földútról D-i irányba, és le kell ereszkedni a szűk, szurdokszerű völgybe. A völgy túlsó oldalán magas, jól látható sziklafal van. A barlangnak ettől balra (DK-re), kb. 30 m-re, a szurdokperem alatt kb. 6 m-re van a bejárata. Turistatérképeken jelölve van a barlang helye barlangjellel és nevének feltüntetésével. A barlang 3 m széles, 1,7 m magas, természetes jellegű, íves, vízszintes tengelyirányú bejárata egy sziklakibúvás tövében helyezkedik el.
A részletesen felmért barlang 2,4 m hosszú, 1,5 m függőleges kiterjedésű, 1,5 m magas, 0 m mély és 2 m vízszintes kiterjedésű. Triász dolomitban húzódik az üreg. Egyetlen, korrózió és kifagyásos kőzetaprózódás miatt létrejött üregből áll. Falai breccsásak, töredezettek. A barlang falain látszik néhány jelentéktelen méretű borsókő. Aljzatát kőzettörmelék és avar fedi. Időszakos használatára utal a barlangban elhelyezett, padként szolgáló fatörzs. A nehezen járható (meredek) terepen megközelíthető, könnyen, utcai ruhában járható barlang megtekintéséhez nem szükséges engedély és világítóeszköz használata.
2003-ban volt először Eper-hegyi-odú néven említve a barlang az irodalmában. Előfordul a barlang az irodalmában Ákoska 7.sz.-barlang (Egri 2003), Eper-hegyi-odu (Bertalan 1976), Eper-hegyi odú (Kordos 1984), Eper-hegyi–odú (Kocsis 1975), Szárazér-völgyi-kőfülke (Horváth 1969), Szárazérvölgyi-kőfülke (Egri 2003), Szárazérvölgyi kőfülke (Bertalan 1976), Szarvas-kúti-barlang (Egri 2003) és Szarvaskúti barlang (Kordos 1984) neveken is.

## Kutatástörténet
Az 1962-ben kiadott, A barlangok világa című könyv szerint a Vértes hegységben lévő Szárazér-völgyben van egy kis barlang. 1969 novemberében Máté József (a Ferencvárosi Természetbarát SK Barlangkutató Csoportjának tagja) felmérte a Szárazér-völgyi-kőfülke nevű barlangot, amely a Vértes hegységben található.
A Kocsis Antal által írt, 1975-ben megjelent kiadványban szó van arról, hogy az Eper-hegyi–odúnak a Szarvas-kúttól ÉNy-ra, 1500 m-re, a Környei-vízfolyás szurdokvölgyének Ny-i oldalában, a völgytalptól kb. 15 m-rel magasabban, töredezett mészkőfalban van a bejárata. A 2 m hosszú, 3,5 m széles és 1,9 m magas barlang kitöltése kőzettörmelékből és humuszból áll. A málladozó odú falain változatos moszat- és zuzmótelepek látszanak. A kiadványban lévő térképmellékleten látható az Eper-hegyi-odú földrajzi elhelyezkedése. A térképen 31-es számmal van jelölve a barlang.
Az 1976-ban befejezett, Magyarország barlangleltára című kéziratban az olvasható, hogy a Vértes hegységben, Vértessomlón helyezkedik el a Szárazérvölgyi kőfülke (Szarvaskúti barlang, Eper-hegyi-odu). A barlang Vértessomló templomától KDK-re, 3150 m-re, a Szárazér-völgy forrásvidékén, a Szarvas-kúttól ÉNy-ra, 450 m-re, a völgy Ny-i felén található. A barlang bejárata 297 m tszf. magasságban van. A korróziós és aprózódásos eredetű kőfülke 6,5 m hosszú és 1 m magas. A kézirat barlangot ismertető része 3 irodalmi mű alapján lett írva.
Az Alba Regia Barlangkutató Csoport által 1979-ben készített kézirat szerint az Eper-hegyi-odu a Kocsis Antal által írt kiadványban a 31-es számú barlang. A kiadványban leírt adatok egyeznek a csoport által megtalált barlang adataival. A Vértes hegység turistatérképe (1978) jelöli a barlang helyét Eper-hegyi-odú néven, de az a valóságban nem a jelölt helyen van. A barlang a térképen jelölt helytől 105°-ra, 550 m-re fekszik. A barlang az OKTH barlangleltárában, amelyben a Vértes hegység barlangjai között a 33. számú barlang, az alábbi nevekkel szerepel: Szárazérvölgyi kőfülke, Szarvaskuti barlang, Eper-hegyi-odu. A barlangleltárban említett földrajzi hely nem azonos az Eper-hegyi-odú földrajzi helyével és a leltárban lévő, 6,5 m-es hosszméret sem az Eper-hegyi-odúé. Ezek alapján vagy lennie kell arrafelé még egy barlangnak, amit eddig nem talált meg a csoport, vagy pedig pontatlanok az adatok.
Az Eper-hegyi-odú Vértessomló szélén (Komárom megye), az Eper-hegy csúcsától (313 m) ÉK-re, kb. 200 m-re, kb. 250 m tszf. magasságban van. Megközelítése: Környebánya-felsőtelepről a Vitámi-földeken átvágva az Eper-hegy és a tőle ÉK-re található Kő-hegy közötti völgy irányába kell haladni. A völgy K-i peremén egy földúton kell továbbmenni, amely mellett egy ÁFOR táblákkal jelölt, földbe fektetett csővezeték húzódik. Az erdő szélétől kb. 300 m-re az út melletti völgy összeszűkül, és sziklaszurdok jellegűvé válik. Itt kell lemenni a völgy aljára, és a völgy Ny-i oldalában, kb. 20 m magasságban megtalálható a töredezett mészkőfalban lévő barlang. A félkör alakú barlangbejárat 3,3 m széles és 1,5 m magas. Lombtalan időszakban jól látható a barlangbejárat az előbb említett útról is. A korróziós és aprózódásos eredetű kőfülke 2,4 m hosszú. Kitöltése kőzettörmelékből és humuszból áll. Falán moszat- és zuzmótelepek vannak. Megtudja mutatni Gönczöl Imre a csekély jelentőségű üreget, amelyet indokolatlan tovább kutatni.

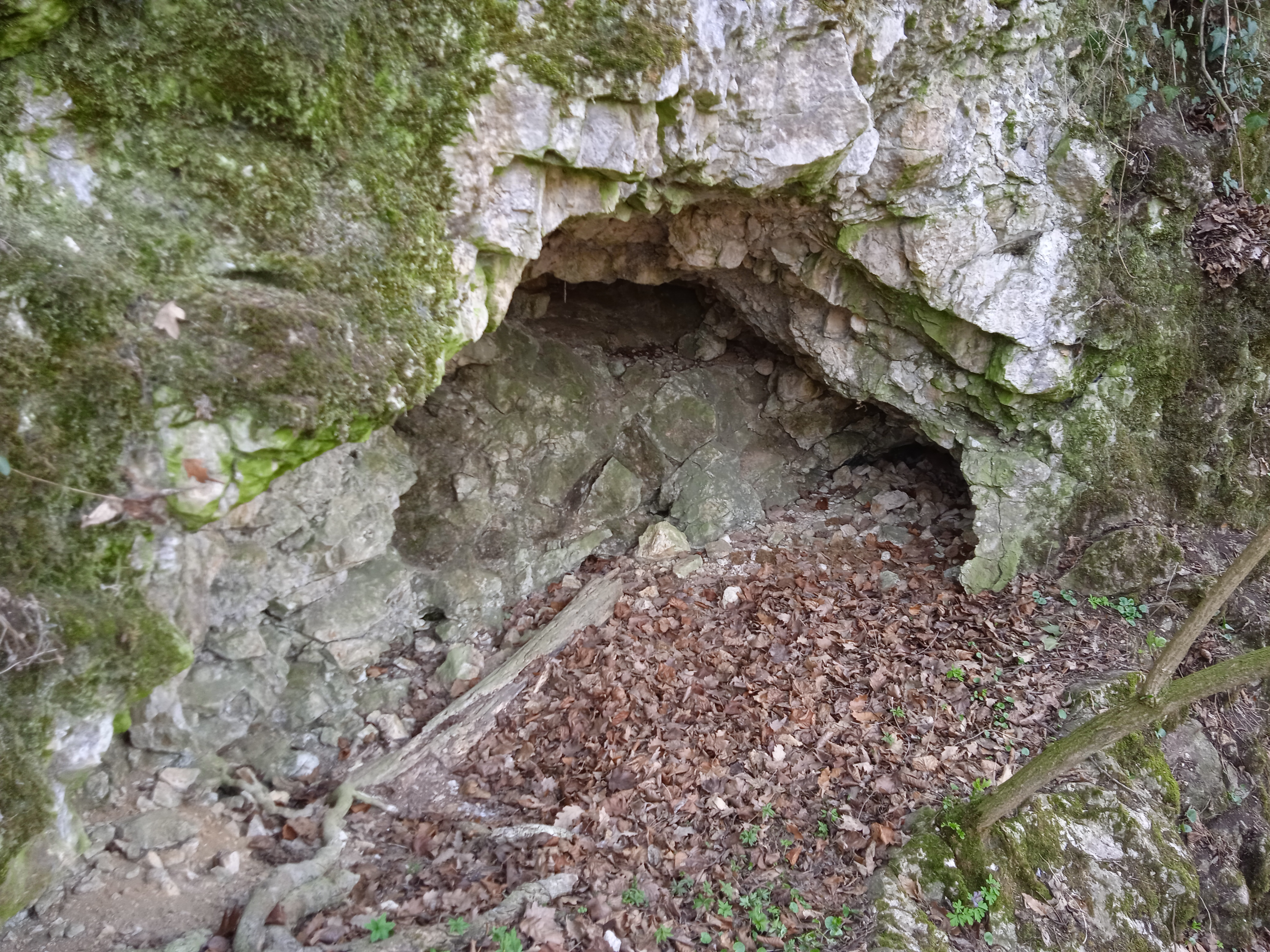
Az Eper-hegyi-odú belseje

A kéziratba bekerült a barlang alaprajz térképe és 2 szelvény térképe. A térképek 1:100 méretarányban ábrázolják a barlangot. Az alaprajz térkép használatához a térképlapon jelölve van az É-i irány. Az alaprajz térképen látható a 2 szelvény elhelyezkedése a barlangban. A térképek elkészítéséhez a barlangot Gönczöl Imre és Kökény Károly mérték fel, majd a felmérés felhasználásával, 1979. február 25-én Zentai Ferenc rajzolta meg a barlang térképeit. A kéziratban látható egy Várgesztes és környéke térkép (kb. 1:25.000 méretarány). A térképen jelölve van az É-i irány. A térképen megfigyelhető az Eper-hegyi-odú földrajzi elhelyezkedése. A kéziratban van két olyan fénykép, amelyek szemléltetik a barlangot. Az első fényképen a barlang bejárata, a második fényképen pedig a barlangból látható környezet figyelhető meg. A fényképeket Gönczöl Imre készítette.
Az 1984-ben kiadott, Magyarország barlangjai című könyv országos barlanglistájában szerepel a Vértes hegység barlangjai között a barlang Szárazér-völgyi-kőfülke (Szarvaskúti barlang, Eper-hegyi odú) néven. A listához kapcsolódóan látható a Dunazug-hegység barlangjainak földrajzi elhelyezkedését bemutató 1:500 000-es méretarányú térképen a barlang földrajzi elhelyezkedése. A Béni Kornél és Viszló Levente által írt, 1996-ban napvilágot látott könyvben szó van arról, hogy a Gesztesi-kőfülke az Eper-hegyi odúhoz (amelynek másik neve Szarvaskúti barlang) hasonlóan egy korróziós eredetű kicsiny kőfülke. Az Eper-hegyi-odú a várgesztesi részterületen lévő öt kisméretű barlang egyike.
A barlang 2003. június 7-én, BTI kataszteri felvétel alapján készült nyilvántartólapja szerint a 4522-11 barlangkataszteri számú Eper-hegyi-odú (Szárazérvölgyi-kőfülke, Szárazér-völgyi-kőfülke, Ákoska 7.sz.-barlang, Szarvas-kúti-barlang) a Vértes hegységben lévő Vértessomlón (Komárom-Esztergom megye) található. Az üreg bejáratának koordinátái (Trimble Geoexplorer 3): X: 601087, Y: 241416, Z: 260. Hegyoldalon lévő sziklakibúvásban, erdőben van a barlang 3 m széles, 1,7 m magas, természetes jellegű, íves alakú és vízszintes tengelyirányú bejárata. A részletesen felmért barlang 2,4 m hosszú, 1,5 m függőleges kiterjedésű, 1,5 m magas, 0 m mély és 2 m vízszintes kiterjedésű. Triász dolomitban húzódik az üreg. A barlang kialakulását előkészítette a tektonika. Az üreg kifagyásos kőzetaprózódás és korrózió miatt jött létre.
A sziklaodú térformájú barlang vízszintes aljzatú, és jellemző szelvénytípusa a szabálytalan. Breccsazóna és borsókő van benne. Szervetlen, helyben keletkezett törmelékkitöltése kőzettörmelékből áll. Talaj, humusz, avar fordul elő benne. Tematikus feldolgozás: térkép, fénykép, kataszter, leírás. Barlangleltári szám: 33. 1975-ben lett először említve a barlang az irodalomban (Kocsis Antal). A kissé megváltoztatott barlang ásványkiválásai gyakorlatilag érintetlenek, aljzata pedig taposott. A nehezen járható (meredek) terepen megközelíthető, könnyen járható barlang megtekintéséhez nem szükséges engedély. Illetékes természetvédelmi hatóság: Duna–Ipoly Nemzeti Park Igazgatóság.